# Karlovce
Karlovce jsou malá vesnice, část obce Kejnice v okrese Klatovy v Plzeňském kraji. Nachází se asi 1,5 kilometru severně od Kejnice. Je zde evidováno 8 adres. V roce 2011 zde trvale žili tři obyvatelé.
Karlovce leží v katastrálním území Kejnice o výměře 3,7 km².

## Obyvatelstvo
| Rok            | 1869 | 1880 | 1890 | 1900 | 1910 | 1921 | 1930 | 1950 | 1961 | 1970 | 1980 | 1991 | 2001 | 2011 | 2021 |
| -------------- | ---- | ---- | ---- | ---- | ---- | ---- | ---- | ---- | ---- | ---- | ---- | ---- | ---- | ---- | ---- |
| Počet obyvatel | 0    | 0    | 0    | 42   | 37   | 0    | 43   | 0    | 27   | 33   | 27   | 11   | 8    | 3    | 11   |
| Počet domů     | 0    | 0    | 0    | 7    | 7    | 7    | 7    | 0    | 7    | 8    | 8    | 8    | 8    | 8    | 10   |

## Obecní správa
Při sčítání lidu v letech 1961–1979 Karlovce byly částí obce Kejnice v okrese Klatovy. Od 1. ledna 1980 do 23. listopadu 1990 byly částí města Horažďovice v okrese Klatovy. Od 24. listopadu 1990 jsou opět částí obce Kejnice v okrese Klatovy.

## Galerie

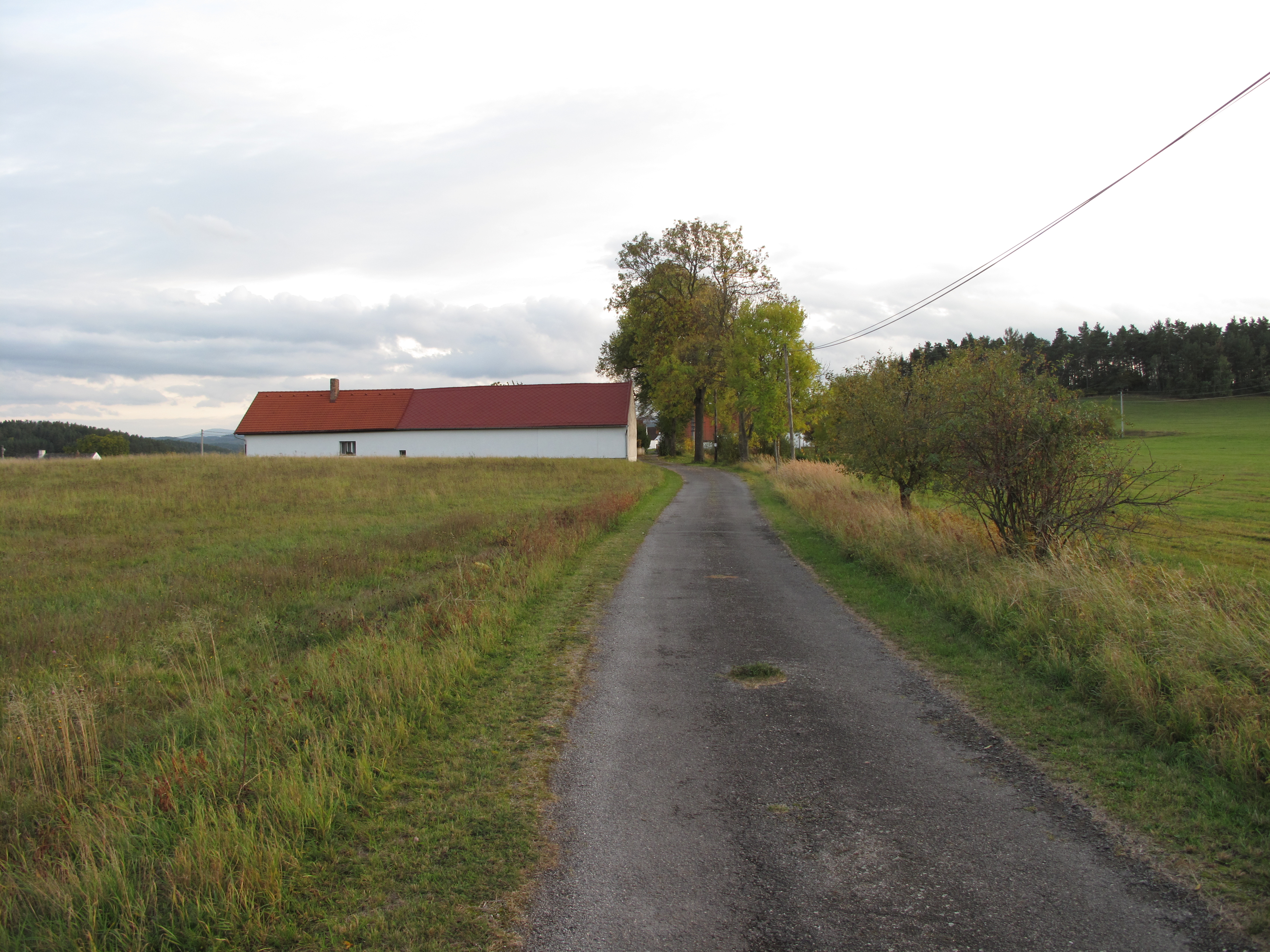
Cesta do vsi
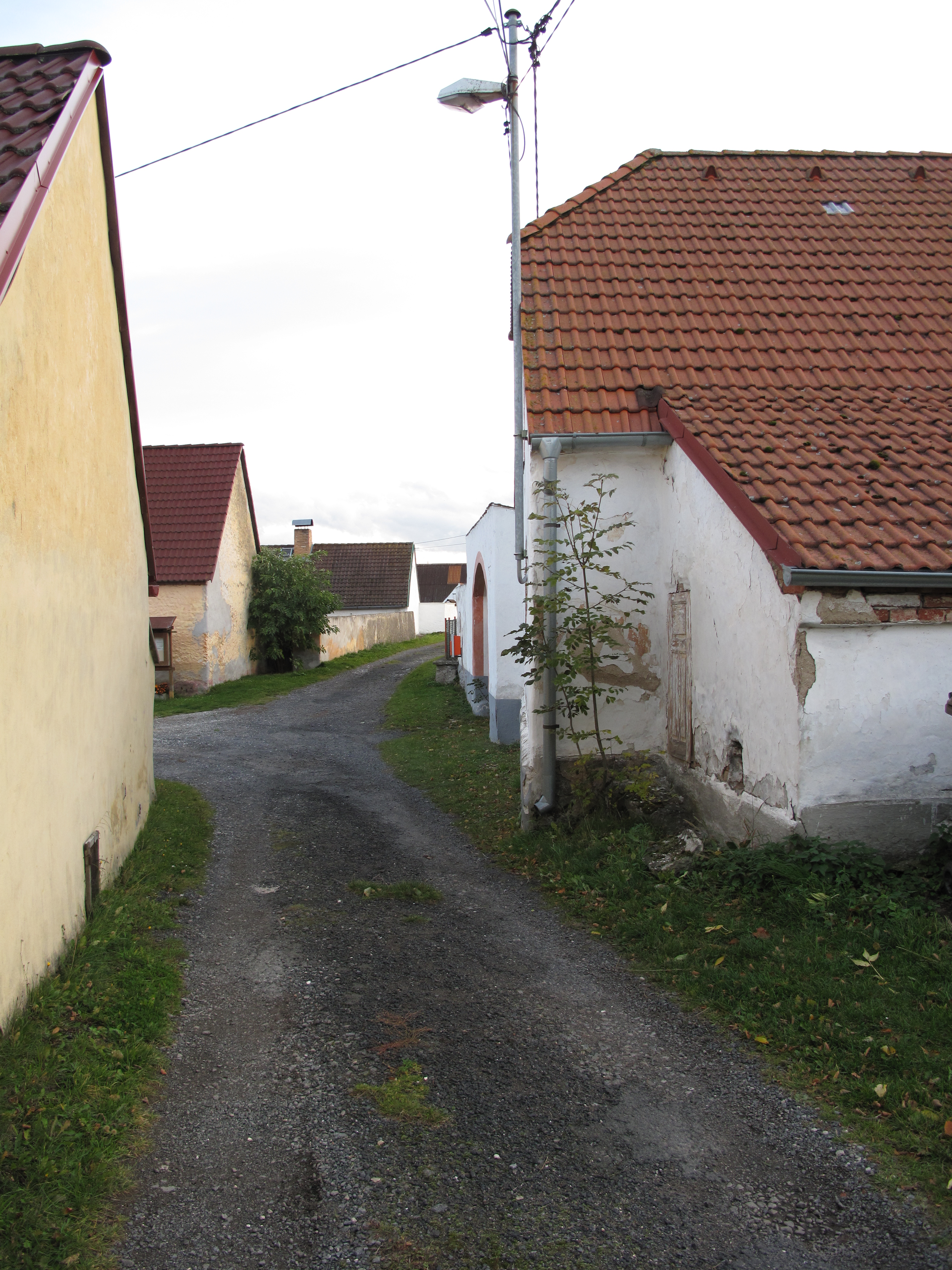
Cesta
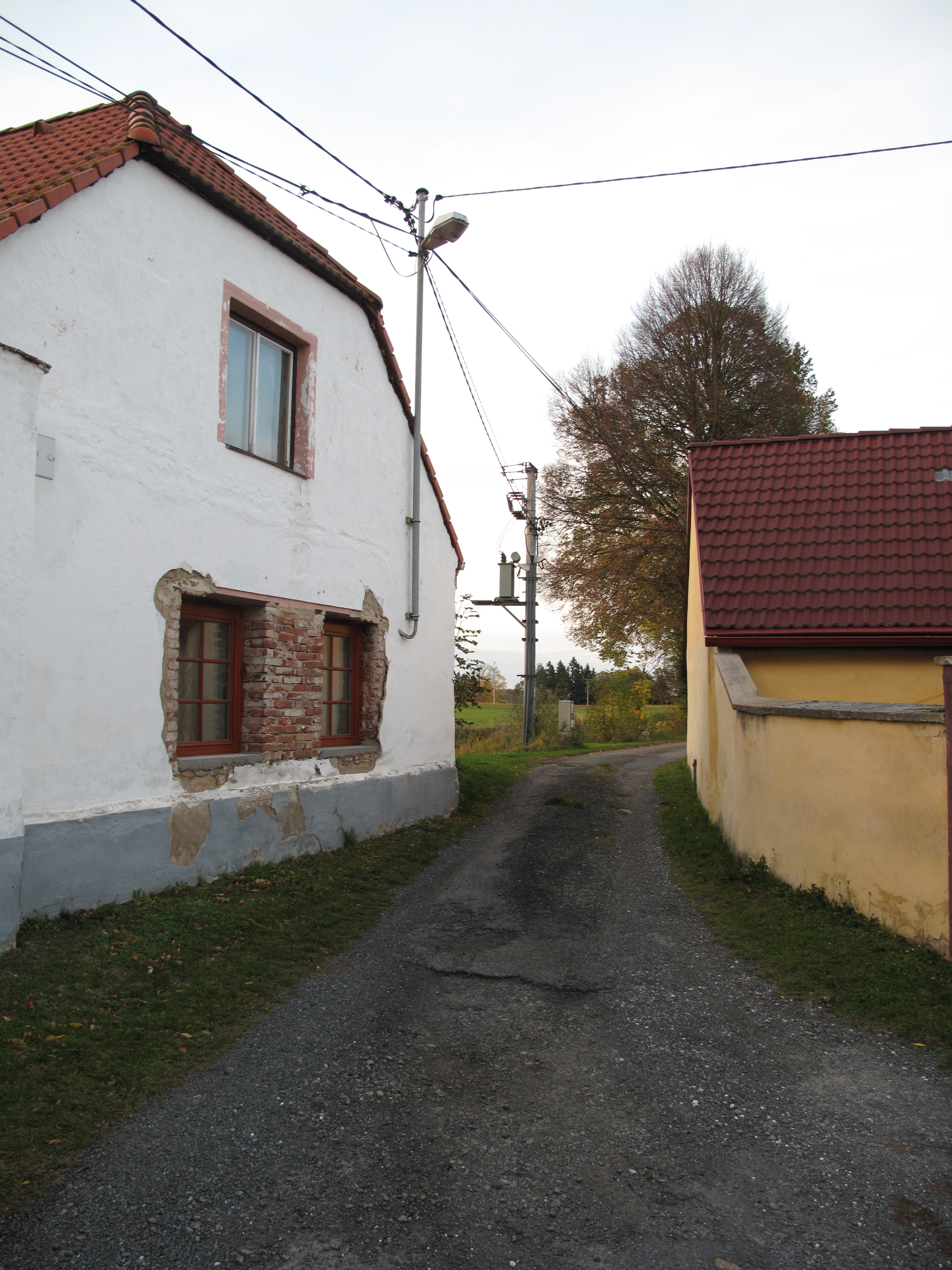
Dům